# David LeNeveu
David LeNeveu, född 23 maj 1983 i Fernie, British Columbia, är en kanadensisk före detta professionell ishockeymålvakt som spelade bland annat för Phoenix Coyotes, Columbus Blue Jackets och New York Rangers i National Hockey League (NHL).

## Spelarkarriär
Som andraårsstudent ledde LeNeveu Cornell Universitys hockeylag Cornell Big Red till Frozen Four (semi-/final) år 2003. Med nio hållna nollor under säsongen satte han klubbrekord och slog det tidigare rekordet på sex hållna nollor av den legendariska målvakten Ken Dryden från 1968. Han nominerades till "Hobey Hat Trick", som en av tre finalister för Hobey Baker Award. Efter denna säsong valde LeNeveu att lämna skolan för professionell hockey.
LeNeveu valdes av Phoenix Coyotes i den andra rundan, som 46:e spelare totalt, i NHL Entry Draft 2002. Han gjorde sin NHL-debut den 6 oktober 2005 mot Los Angeles Kings och gjorde 25 räddningar i en 3-2-förlust.
Vid stängningen av tranfserfönstret under säsongen 2007/2008 trejdade Coyotes LeNeveu, tillsammans med Fredrik Sjöström och Josh Gratton, till New York Rangers i utbyte mot Marcel Hossa och målvakten Al Montoya. LeNeveu skrev därefter på ett ettårskontrakt med Anaheim Ducks under NHL:s free agent-period 2008.
LeNeveu misslyckades med att spela sig till en plats i Anaheim och spelade under säsongen 2008/2009 i Ducks AHL-lag Iowa Chops. Efter detta lämnade han Nordamerika och skrev på ett try-out-kontrakt med EC Red Bull Salzburg den 10 augusti 2009. Efter en månads provspel förlängdes kontraktet säsongen ut den 8 september 2009.
Efter att ha hjälpt Salzburg vinna det österrikiska mästerskapet skrev LeNeveu den 7 juli 2010 på ett ettårigt tvåvägskontrakt med Columbus Blue Jackets. Den 12 augusti 2011 tecknade LeNeveu ett avtal med AHL-laget Oklahoma City Barons.
Som free agent återvände sedan LeNeveu till Österrike och skrev den 9 november 2012 på ett ettårskontrakt med EHC Black Wings Linz.
Den 22 september 2015 anslöt LeNeveu till Nanaimo Clippers i juniorligan BCHL för att fungera som klubbens målvaktstränare.